# Erbaaspor
Erbaaspor, oder laut Sponsorenvertrag Merkür Jet Erbaaspor, ist ein Sportverein, der 1947 im Stadtteil Erbaa in Tokat gegründet wurde. Es tritt in der 2. Liga an.

## Trainer
- Cahit Dikici (1991–1992)
- Sinan Ünal (1993–1994)
- Hasan Şengün (1994–1995)
- İbrahim Önal (1996)
- Ufuk Keleş (2010)
- Hasan Basri Kara (2015–2016)
- Sebahattin Tekin (2016)
- Emre Özbayer (2016–2017)
- Ferruh Özgün (2017)
- Ömer Zengin (2017)
- Deniz Kolgu (2017–2018)
- Kenan Özturk (2018)
- Enver Şen (2018)
- Ferhat Timoçin (2018–2019)
- Mehmet Hakkı Hocaoğlu (2019)
- Engin Yılmaz (2020)
- Emre Özbayer (2020)
- Ferruh Özgün (2020)
- Şevki Tonyalı (2020–2021)
- Hasan Basri Kara (2021–2022)
- Ali Asım Balkaya (2022)
- Namık Altunsoy (2022–2023)
- Fahrettin Sayhan (2023–2024)
- Ahmet Cingöz (2024–)

## Stadion

### Erbaa İlçe (1984–2024)
Die Vereine tragen ihre Spiele im Bezirksstadion Erbaa aus, das 1984 eröffnet wurde. Das Stadion mit einer Kapazität von 3.000 Zuschauern.

### Yeni Erbaa Stadyum (seid–2024)
Das neue Stadion mit einer Kapazität von 8.000 Zuschauern.

## Ligaspiele
- TFF 2. Lig (III): 2024-

| Saison  | Gruppe      | Platz |
| ------- | ----------- | ----- |
| 2024–25 | Rote Gruppe | 10    |

- TFF 3. Lig (IV): 1988-1996, 2016-2024

| Saison  | Gruppe | Platz |
| ------- | ------ | ----- |
| 1988–89 | 1      | 15    |
| 1990–91 | 1      | 5     |
| 1991–92 | 1      | 13    |
| 1992–93 | 6      | 6     |
| 1993–94 | 6      | 5     |
| 1994–95 | 6      | 7     |
| 1995–96 | 5      | 13    |
| 2016–17 | 2      | 2     |
| 2017–18 | 1      | 8     |
| 2018–19 | 1      | 8     |
| 2019–20 | 2      | 14    |
| 2020–21 | 3      | 12    |
| 2021–22 | 1      | 6     |
| 2022–23 | 3      | 13    |
| 2023–24 | 3      | 2     |

- Bölgesel Amatör Lig (V): 2010-2011, 2015-2016

| Saison  | Gruppe | Platz |
| ------- | ------ | ----- |
| 2010–11 | 4      | 3     |
| 2015–16 | 4      | 1     |

- Amatör Lig (VI): 1996-2010, 2011-2015

## Erfolge
- TFF 3. Lig (IV):
  - 2 × Vizemeister: 2017, 2024
  - 1 × Play-off-Meisterschaft: 2024
- Bölgesel Amatör Lig (V):
  - 1 × Meister: 2016

## Fangruppen
Während der Name der in Erbaa gegründeten Fangruppe, die Erbaaspor unterstützt, Eskaos lautet, lautet der Name der Fangruppe, die sich aus der Bevölkerung von Erbaa in Istanbul und Umgebung zusammensetzt und die Mannschaft im Allgemeinen bei Auswärtsspielen unterstützt, Erek1947.